# Diêm Điền (thị trấn)
Diêm Điền là thị trấn huyện lỵ cũ của huyện Thái Thụy, tỉnh Thái Bình, Việt Nam.

## Địa lý
Thị trấn Diêm Điền nằm ở phía đông huyện Thái Thụy, có vị trí địa lý:
- Phía đông giáp xã Thụy Hải và vịnh Bắc Bộ
- Phía tây giáp xã Thụy Liên
- Phía nam giáp xã Thái Nguyên và xã Thái Thượng
- Phía bắc giáp xã An Tân và xã Thụy Trình.

Thị trấn Diêm Điền có diện tích 12,82 km², dân số năm 2019 là 22.170 người, mật độ dân số đạt 1.729 người/km².
Thị trấn cách thành phố Thái Bình 31 km, cách thành phố Hải Phòng 25 km, là vùng đất lấn biển với rất nhiều các món đặc sản như: gỏi nhệch, gỏi sứa... thuộc khu dự trữ sinh quyển châu thổ sông Hồng.
Đây là địa phương có dự án Đường cao tốc Ninh Bình – Hải Phòng đi qua.

## Lịch sử
Phần lớn địa bàn thị trấn Diêm Điền hiện nay trước đây là hai xã Thụy Lương và Thụy Hà thuộc huyện Thái Thụy.
Diêm Điền vốn là tên một thôn thuộc xã Thụy Hà (ngoài Diêm Điền còn có các thôn Mai Diêm, Ngoại Trình, Nghĩa Chỉ), huyện Thụy Anh (sau này sáp nhập với huyện Thái Ninh thành Thái Thụy), tỉnh Thái Bình.
Trong những năm 60, 70 và 80, người Diêm Điền chủ yếu làm các nghề vận tải đường sông, đánh bắt cá, các nghề thủ công mỹ nghệ (may mặc, thêu ren, dệt chiếu và thảm...), nông nghiệp và buôn bán.
Ngày 25 tháng 6 năm 1986, Hội đồng Bộ trưởng ban hành Quyết định số 75-HĐBT thành lập thị trấn Diêm Điền trên cơ sở 40,81 ha diện tích tự nhiên và 3.373 người của xã Thụy Lương; 107,61 ha diện tích tự nhiên và 6.049 người của xã Thụy Hà, 29,31 ha diện tích tự nhiên và 892 người của xã Thụy Hải. Đồng thời, tách 276,67 ha diện tích tự nhiên và 1.909 người của xã Thuỵ Lương để sáp nhập vào xã Thuỵ Hà.
Sau khi thành lập, thị trấn Diêm Điền có diện tích 177,73 ha với 10.314 người. Xã Thuỵ Hà có diện tích 627 ha và 3.946 người. Xã Thuỵ Lương có diện tích 347 ha và 3.919 người.
Ngày 13 tháng 4 năm 2018, Bộ Xây dựng ban hành Quyết định số 487/QĐ-BXD công nhận thị trấn Diêm Điền mở rộng
(gồm thị trấn Diêm Điền và 9 xã: Thụy Trình, Thụy Lương, Thụy Hà, Thụy Hải, Thụy Liên, Thái Thượng, Thái Nguyên, Thái An, Thái Hòa) là đô thị loại IV.
Đến năm 2019, thị trấn Diêm Điền có diện tích 2,20 km², dân số là 11.163 người, mật độ dân số đạt 5.074 người/km². Xã Thụy Hà có diện tích 7,09 km², dân số là 6.080 người, mật độ dân số đạt 858 người/km². Xã Thụy Lương có diện tích 3,53 km², dân số là 4.927 người, mật độ dân số đạt 1.396 người/km².
Ngày 11 tháng 2 năm 2020, Ủy ban Thường vụ Quốc hội ban hành Nghị quyết số 892/NQ-UBTVQH14 về việc sắp xếp các đơn vị hành chính cấp xã thuộc tỉnh Thái Bình (nghị quyết có hiệu lực từ ngày 1 tháng 3 năm 2020). Theo đó, sáp nhập toàn bộ diện tích và dân số của hai xã Thụy Lương và Thụy Hà vào thị trấn Diêm Điền.
Sau khi sáp nhập, thị trấn Diêm Điền có diện tích 12,82 km², dân số là 22.170 người.

## Hành chính
Thị trấn Diêm Điền được chia thành 17 tổ dân phố: 1, 2, 3, 4, 5, 6, 7, 8, 9, Bao Trình, Hổ Đội 1, Hổ Đội 2, Hổ Đội 3, Hổ Đội 4, Mai Diêm, Nghĩa Chỉ, Ngoại Trình.